# 工人党 (美国)
工人党（英語：Workers Party，缩写为WP）是美国历史上的一个第三阵营托洛茨基主义政党。1940年4月，社会主义工人党40%的成员（约500人）建立该党，这些人反对苏联入侵芬兰以及列夫·托洛茨基关于约瑟夫·斯大林领导下的苏联仍然是“堕落的工人国家”的观点。该党的主要创始人和领导人是马克斯·沙赫特曼。该党的政治立场通常被称为“沙赫特曼主义”。第二次世界大战期间，该党努力吸收工人和青年，但它的规模始终没有实现显著增长，尽管其影响力超出了其人数所能显示的程度。1949年，该党改名为独立社会主义联盟。1958年8月，该党并入美国社会党。